# Bart Vanheule
Bart Van Heule (Gand, 10 novembre 1983) è un dirigente sportivo e pistard belga.

## Carriera
Professionista tra il 2004 e il 2009, ha sempre corso per il Team Flanders-Baloise. La sua vittoria più importante fu la Gullegem Koerse del 2005.

## Palmarès

### Strada
- 2004
- Textielprijs Vichte
- 2005

Gullegem Koerse